# Ирафиот
Ирафио́т (или Эйрафио́т; в переводе «вшитый в бедро») — в греческой мифологии эпитет Диониса, бога вина и плодородия, во время его трёхмесячного пребывания в бедре Зевса до появления на свет. Ирафиот — один из эпитетов бога Диониса.

## Мифология
Верховный бог Олимпа Зевс ранее убил его мать — свою любовницу Семелу. Она была дочерью богини Гармонии и царя из Фив Кадма. Семела захотела увидеть Зевса в его истинном виде, чтобы проверить, действительно ли он тот, за кого себя выдаёт. На это её уговорила Гера, ревнивая жена и сестра Зевса. Ранее Семела, общаясь с ним, никогда не видела его настоящий облик. Когда же он наконец предстал перед ней во всём своём великолепии, произошла огненная вспышка и Семела сгорела вместе со своим дворцом в городе Фивы. Тем не менее, ребёнок в её чреве, зачатый от Зевса, был спасён покровителем Гермесом. Зевс зашил своего сына себе в бедро, чтобы доносить его.
Так появился на свет Дионис, которого римляне называли Вакхом, единственный бессмертный бог, матерью которого была смертная человеческая женщина. Он является богом танца, театра, плодородия, опьянения, вдохновения и религиозного экстаза. Также считается, что Дионис открыл для людей виноградарство и виноделие на горе Ниса, в месте своего рождения. Поэтому Дионис пользовался большим уважением среди богов Олимпа, имел многочисленных почитателей в культуре Древней Греции и Рима. На протяжении многих веков процветал культ Диониса, проводились связанные с ним праздники, такие как Дионисии. В честь Диониса изначально были сочинены культовые песни и танцы, разработаны ритуалы жертвоприношений. Позже его образ использовался в древнегреческом театре, прежде всего в религиозном контексте.
Ещё один миф о Зевсе, связанный с рождением, — это история о появлении на свет богини Афины из его головы.

## Интерпретация
Вшитый в бедро Зевса бог вина Дионис стал мифологическим образом, который связывали с прививкой виноградной лозы: таким же образом новая, молодая виноградная ветвь прививается старому растению и срастается с ним. Способ, каким Дионис донашивался последние месяцы до своего рождения, соответствует одному из его прозвищ — Ирафиот (или Эйрафиот), что означает «вшитый в бедро».
В 1975 году религиовед Карл Кереньи выделил различные мифологические подтексты, связанные с рождением из бедра. Основополагающим из них, по мнению учёного, является символическая ассоциация бедра с мужским фаллосом, который в древности приобретал особенное значение в рамках проведения ежегодного культа плодородия. На этот счёт Кереньи писал: «Изобретение рождения из бедра […] жёстко подчёркивает вечное, необходимое самопожертвование мужской жизненной силы для женского пола: жертва, которая была принесена всему человеческому роду».